# Svjetski kup u dvoranskom hokeju
Svjetski kup u dvoranskom hokeju predstavlja međunarodno natjecanje najboljih svjetskih izabranih sastava u športu dvoranskom hokeju.

Održava se od 2003.
Krovna organizacija je IHF.

## Rezultati prvenstava
| Godina | Domaćin          | Zlato    | Srebro  | Bronca     |
| ------ | ---------------- | -------- | ------- | ---------- |
| 2014.  | (domaćin)        | (prvi)   | (drugi) | (treći)    |
| 2011.  | (domaćin)        | (prvi)   | (drugi) | (treći)    |
| 2007.  | Beč, Austrija    | Njemačka | Poljska | Španjolska |
| 2003.  | Lipsko, Njemačka | Njemačka | Poljska | Francuska  |

## Vanjske poveznice
- Službene stranice